# MTV Video Music Award – najlepszy montaż
Poniższa lista przedstawia kolejnych zwycięzców nagrody MTV Video Music Awards w kategorii Best Editing.
| Rok  | Wykonawca                               | Piosenka                         |
| ---- | --------------------------------------- | -------------------------------- |
| 1984 | Herbie Hancock                          | Rockit                           |
| 1985 | Art of Noise                            | Close (To the Edit)              |
| 1986 | a-Ha                                    | The Sun Always Shines on TV      |
| 1987 | Peter Gabriel                           | Sledgehammer                     |
| 1988 | INXS                                    | Need You Tonight/Mediate         |
| 1989 | Paula Abdul                             | Straight Up                      |
| 1990 | Madonna                                 | Vogue                            |
| 1991 | R.E.M.                                  | Losing My Religion               |
| 1992 | Van Halen                               | Right Now                        |
| 1993 | Peter Gabriel                           | Steam                            |
| 1994 | R.E.M.                                  | Everybody Hurts                  |
| 1995 | Weezer                                  | Buddy Holly                      |
| 1996 | Alanis Morissette                       | Ironic                           |
| 1997 | Beck                                    | Devil’s Haircut                  |
| 1998 | Madonna                                 | Ray of Light                     |
| 1999 | KoRn                                    | Freak on a Leash                 |
| 2000 | Aimee Mann                              | Save Me                          |
| 2001 | Fatboy Slim                             | Weapon of Choice                 |
| 2002 | The White Stripes                       | Fell In Love With a Girl         |
| 2003 | The White Stripes                       | Seven Nation Army                |
| 2004 | Jay-Z                                   | 99 Problems                      |
| 2005 | Green Day                               | Boulevard of Broken Dreams       |
| 2006 | Gnarls Barkley                          | Crazy                            |
| 2007 | Gnarls Barkley                          | Smiley Faces                     |
| 2008 | Death Cab for Cutie                     | I Will Possess Your Heart        |
| 2009 | Beyonce                                 | Single Ladies (Put a Ring on It) |
| 2010 | Lady Gaga                               | Bad Romance                      |
| 2011 | Adele                                   | Rolling in the Deep              |
| 2012 | Beyonce                                 | Countdown                        |
| 2013 | Justin Timberlake                       | Mirrors                          |
| 2014 | Eminem                                  | Rap God                          |
| 2015 | Beyoncé                                 | 7/11                             |
| 2016 | Beyoncé                                 | Formation                        |
| 2017 | Young Thug                              | Wyclef Jean                      |
| 2018 | N.E.R.D i Rihanna                       | Lemon                            |
| 2019 | Billie Eilish                           | Bad Guy                          |
| 2020 | Miley Cyrus                             | Mother’s Daughter                |
| 2021 | Bruno Mars, Anderson .Paak i Silk Sonic | Leave the Door Open              |
| 2022 | Rosalía                                 | Saoko                            |